# Gilzer Luchtvaartclub Illustrious
De Gilzer Luchtvaartclub Illustrious (GLC Illustrius) is een zweefvliegclub.
Het clubhuis is gevestigd in Gilze, terwijl het vliegbedrijf wordt gestart vanaf militaire vliegbasis Gilze-Rijen. Een aspect dat de club uniek maakt: het vliegt door in de winter, iets waar andere zweefvliegclubs niet voor kiezen.
De vloot:
- 3x ASK-21. Dit vliegtuig wordt voornamelijk gebruikt voor het lesbedrijf, maar ook wordt het voor aerobatics gebruikt. Het toestel wordt tevens gebruikt voor eerste solostarten. Plaats voor 2 personen.
- 2x LS-4. Dit vliegtuig staat bekend om haar goede prestaties en lichte besturing. Plaats voor 1 persoon.
- 1x LS-6. Het enige toestel van de club met welvingskleppen (flaps). Plaats voor 1 persoon.
- 1x Duo Discus. Een groot vliegtuig dat gaat voor goede prestaties. Plaats voor 2 personen.
- 1x Duo Discus XLT. Dit vliegtuig is door de club in 2020 gekocht. Het is een prestatie tweezitter met hulpmotor. Plaats voor 2 personen.
- 1x Diamond HK36 Super Dimona. Het sleepvliegtuig van de club. Plaats voor 2 personen.

## Geschiedenis
Tijdens de Tweede Wereldoorlog maakte een groepje jongeren uit Gilze plannen voor een luchtvaartclub. Kort na de bevrijding in 1945 richten ze de            Gilzer Luchtvaartclub Illustrious op. Door een boek, dat was ontwikkeld door de jongeren, is er door de verkoop genoeg geld gekomen voor de aanschaf van een eerste zweefvliegtuig: een ESG. Daarna werd er gewerkt aan het mogelijk maken van een vliegbedrijf. De eerste start was op 18 oktober in 1947.